# Pico de Príncipe
El Pico de Príncipe, llamado en portugués Pico do Príncipe, es una montaña en la isla de Príncipe, la más pequeña de las dos islas habitadas de Santo Tomé y Príncipe. La elevación de la montaña es de 947 metros, lo que la convierte en el pico más alto de la isla. La montaña es una de las marejadas volcánicas que componen la línea de volcanes extintos y activos de la cordillera de Camerún.

## Topología
La montaña consiste en los restos de un volcán que ha estado inactivo durante 15,7 millones de años. Los volcanes en esta isla fueron principalmente de basalto, pero luego la fonolita se inmiscuyó en sus núcleos. El basalto se ha erosionado profundamente, dejando torres de fonolita más dura que se elevan casi verticalmente desde la selva.
El pico solo se ha explorado ocasionalmente, y la primera expedición en 1929 estableció una base en la cima. Se realizó un segundo viaje en 1956, pero no se pudo hacer un inventario botánico serio debido al mal tiempo. El viaje de 1999 descubrió que la montaña se eleva desde una meseta densamente boscosa con una elevación de 600 a 700 metros. Desde allí, una serie de crestas conducen a la cima. En elevaciones más altas, los árboles están más abiertos y hay más epífitas, plantas que crecen en los árboles. La cumbre es un pequeño montículo rodeado por tres lados de precipicios.

## Ecología
La expedición de 1999 estuvo a cargo de miembros de Ecofac, una organización no gubernamental que planea ayudar en la conservación mediante la ayuda al desarrollo del ecoturismo en la isla. La ecología de los bosques en la montaña y sus alrededores no ha sido bien investigada, pero se han encontrado algunas especies endémicas de aves y orquídeas, y parece claro que hay muchas plantas e insectos regionales. Una zona de conservación propuesta que cubre un tercio de Príncipe incluiría esta montaña y otras tres de más de 500 m: Mesa (537 m), Pico Papagaio (680 m) y Pico Mencorne (921 m). Se han registrado 28 especies de aves en el área, de las cuales siete son endémicas de Príncipe y cuatro son motivo de preocupación para la conservación mundial. Otras especies endémicas son Feylinia polylepis, la culebra excavadora Afrotyphlops elegans y la rana Leptopelis palmatus. También está presente una subespecie endémica de la musaraña Crocidura poensis.